# Beaumetz Cross Roads Cemetery
Beaumetz Cross Roads Cemetery is een begraafplaats gelegen in de Franse plaats Beaumetz-lès-Cambrai (Pas-de-Calais). De militaire graven worden onderhouden door de Commonwealth War Graves Commission.
De begraafplaats telt 187 geïdentificeerde graven waarvan 183 Gemenebest graven uit de Eerste Wereldoorlog and 4 overige graven uit de Eerste Wereldoorlog.